# Хабез
Хабе́з (кабард.-черк. Хьэбэз) — аул в Карачаево-Черкесской Республике. Административный центр Хабезского муниципального района.
Образует муниципальное образование «Хабезское сельское поселение», как единственный населённый пункт в его составе.

## География
Аул расположен в центральной части Хабезского района, на левом берегу реки Малый Зеленчук. Находится в 33 км к юго-западу от города Черкесск (по дороге), на трассе Р265 Черкесск—Архыз.
Площадь территории сельского поселения составляет 65,37 км2.
Граничит с землями населённых пунктов: Али-Бердуковский на юге, Эльбурган на северо-востоке и Инжич-Чукун на востоке. На западе земли сельского поселения переходят в пастбищные луга.
Населённый пункт расположен в предгорной зоне республики. Рельеф местности представляет собой холмистую равнину. Средние высоты на территории сельского поселения составляют 684 метров над уровнем моря. Перепад высот с юго-востока на северо-запад составляет более 400 метров.
Гидрографическая сеть представлена рекой Малый Зеленчук, с притоками Хабез, Ходокопс, Белая, Поикей и т. д., а также мощными подземными источниками.
Климат умеренный. Средняя годовая температура воздуха составляет + 9°С. Наиболее холодный месяц — январь (среднемесячная температура — 4°С), а наиболее тёплый — июль (+ 22°С). Заморозки начинаются в начале декабря и заканчиваются в начале апреля. Среднее количество осадков в год составляет около 600 мм в год. Основная их часть приходится на период с апреля по июнь.

## История

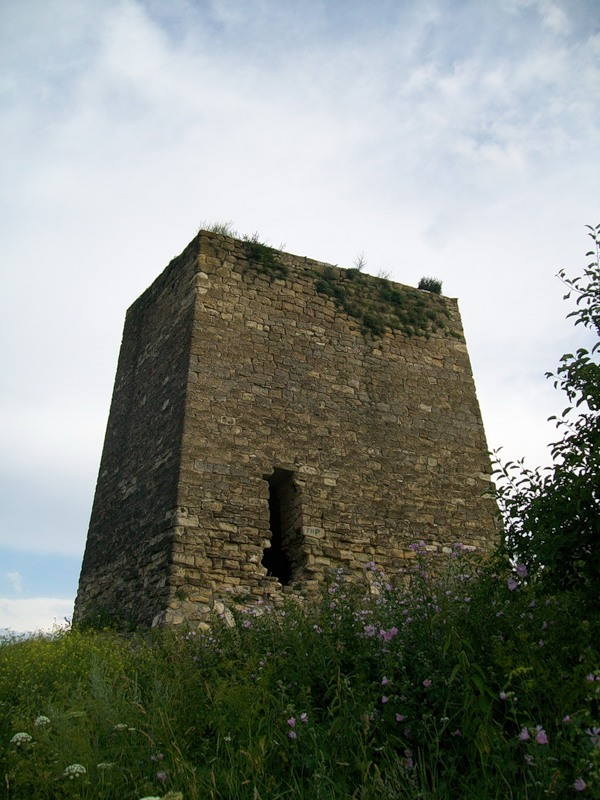
Башня Адиюх

В конце XVIII века часть жителей аула Касей-хабля, переселилась на берег реки Большой Зеленчук (район нынешнего села Даусуз). Переселенцы потом ещё не раз меняли место своего поселения, исходя из ситуаций Кавказской войны.
В 1830 году аул был переселен в долину реки Малый Зеленчук к устью ручья Красный, где он и обосновался на правом берегу реки, у подножия башни Адиюх.
В 1833 году аул переселился на левый берег реки, где в это время располагался бесленеевский аул Кирмизей. При объединении этих поселений правителем аула стал кабардинский князь Исмаил Касаев, а сам аул получил название Касаевский (Касай-Хабль; аул князя Исмаила Касаева).
Сельский совет аула был создан в 1919 году и окончательно сформирован в 1920 году.
В 1929 году постановлением Президиума ВЦИК аул Касаевский был переименован в Хабез, из-за наличия в названии дворянской фамилии. Новое название аул получил, по названию урочища Хабез. Топоним в переводе с черкесского означает — «много ячменя».
Аул известен своей расположенной неподалёку достопримечательностью под названием "Башня Адиюх", в которой, согласно древней легенде, жила княгиня Адиюх («Светлорукая»). Когда её муж, промышлявший воровством лошадей, возвращался с награбленным, княгиня перебрасывала через реку полотняный мост и простирала в темноту свои светящиеся руки. Однажды муж обидел Адиюх, она не стала наводить и освещать переправу, из-за чего князь вместе с ворованными лошадьми утонул (см. также античный миф о Геро и Леандре).
До 1957 года аул с сельсоветом входил в состав Черкесской автономной области. С 1957 года районный центр Хабезского района Карачаево-Черкесской автономной области.

## Население
| 1939  | 1959  | 1970  | 1979  | 1989  | 2002  | 2010  |
| ----- | ----- | ----- | ----- | ----- | ----- | ----- |
| 2603  | ↗3353 | ↗4479 | ↗4770 | ↗5308 | ↗5781 | ↗6240 |
| 2012  | 2013  | 2014  | 2015  | 2016  | 2017  | 2018  |
| ↘6208 | ↗6237 | ↗6263 | ↗6349 | ↗6358 | ↗6392 | ↗6442 |
| 2019  | 2020  | 2021  | 2023  | 2024  | 2025  |       |
| ↘6415 | ↗6424 | ↗6624 | ↗6632 | ↗6697 | ↗6740 |       |

Плотность — 103.11 чел./км².
Национальный состав
По данным Всероссийской переписи населения 2010 года:
| Народ   | Численность, чел. | Доля от всего населения, % |
| ------- | ----------------- | -------------------------- |
| черкесы | 6040              | 96,8 %                     |
| абазины | 122               | 2,0 %                      |
| русские | 35                | 0,6 %                      |
| другие  | 43                | 0,6 %                      |
| всего   | 6240              | 100 %                      |

По данным Всероссийской переписи населения 2021 года:
| Народ             | Численность, чел. | Доля от всего населения, % |
| ----------------- | ----------------- | -------------------------- |
| черкесы           | 6 458             | 97,49 %                    |
| абазины           | 70                | 1,05 %                     |
| русские           | 29                | 0,43 %                     |
| другие/не указано | 67                | 1,01 %                     |
| всего             | 6 624             | 100 %                      |

## Ислам

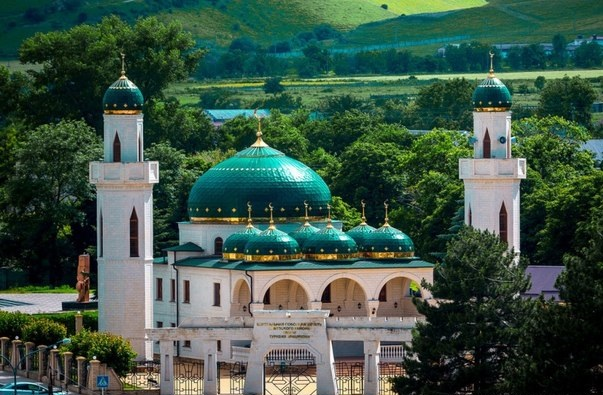
Центральная мечеть аула

- Центральная мечеть
- Мечеть верхней части аула
- Мечеть нижней части аула

## Образование
- Лицей им. Е. М. Хапсироковой — ул. Пушкина, 15
- Средняя общеобразовательная школа № 1 — ул. Советская, 44
- Начальная школа Детский сад «Сэтэней» — ул. Ленина, 69
- Начальная школа Детский сад «Нур» — ул. Хабекова, 80

## Здравоохранение
- Хабезская ЦРБ – ул. Больничная, 6

## Культура
- Дворец культуры имени Хапсирокова Назира Хизировича
- Парк культуры и отдыха имени Сафарбека Гуцериева.

Общественно-политические организации:
- Общественное движение Адыгэ Хасэ
- Совет ветеранов войны и труда
- Российский Союз ветеранов войны в Афганистане

## Памятники
- Мемориальный комплекс воинам, погибшим в Великой Отечественной войне.
- Памятник советским воинам, исполнявшим «интернациональный долг» в Афганистане.
- Памятник милиционерам, погибшим при исполнении служебного долга.
- Памятник ликвидаторам последствий аварии на Чернобыльской АЭС.
- Памятный бюст председателю Хабезского районного исполкома — Шебзухову Муталибу Адамовичу.
- Памятник Даурову Аслану Алиевичу — черкесскому композитору, Заслуженному деятелю искусств Абхазской АССР.
- Памятник Сидакову Султану Теувежевичу — черкесскому композитору, Заслуженному работнику культуры РСФСР.

## Экономика
Основу экономики аула составляют промышленный и агропромышленный комплексы.
На территории сельского поселения в основном развиты предприятия по добыче и переработке гипса, щебня и т. д.

## Улицы
| Абадзехская           |
| Адиюх                 |
| Акбашева              |
| Акова                 |
| Арашукова             |
| Ахмата-Хаджи Кадырова |
| Базарная              |
| Бесленеевская         |
| Бжедугская            |
| Больничная            |
| Гагарина              |
| Горная                |
| Гошокова              |
| Гутякулова            |
| Джерештовой           |
| Заводская             |
| Заречная              |
| Кабардинская          |
| Кавказская            |

| Казанокова    |
| Калмыкова     |
| Кармзаевская  |
| Комсомольская |
| Крайняя       |
| Красная       |
| Ленина        |
| Лермонтова    |
| Махошевская   |
| Молодёжная    |
| Набережная    |
| Натухаевская  |
| Озрокова      |
| Парковая      |
| Партизанская  |
| Прогонная     |
| Пушкина       |
| Пушкинская    |
| Сидакова      |

| Садовая     |
| Свободная   |
| Северная    |
| Советская   |
| Совхозная   |
| Спортивная  |
| Тлисовой    |
| Убыхская    |
| Урожайная   |
| Хабекова    |
| Хадоко      |
| Хапсирокова |
| Черкесская  |
| Чехова      |
| Шапсугская  |
| Шифобзуко   |
| Школьная    |
| Южная       |

## Известные уроженцы
- Арашуков Рауль Туркбиевич — российский управленец, политический деятель, Советник генерального директора ООО «Газпром межрегионгаз».
- Арашуков, Рауф Раулевич — российский политический деятель. Сенатор Совета Федерации от КЧР (2016—2019 годы).
- Ордоков Индрис Мурзабекович — политический деятель, дипломат, востоковед, арабист. Главный переводчик арабского языка Министерства иностранных дел СССР. Глава Аппарата Министерства по делам национальной и миграционной политики РФ. Государственный советник РФ 1 класса.
- Кохова Цуца Меджидовна — черкесская писательница.
- Хапсироков Назир Хизирович — возглавлял финансовое управление Генеральной прокуратуры РФ. Помощник руководителя Администрации Президента РФ.
- Хапсироков Хизир Хаджибекирович — писатель, педагог, прозаик, литературовед Карачаево-Черкесской Республики, доктор филологических наук (1970), профессор (1971), Заслуженный деятель науки РФ, член Академии педагогических и социальных наук, член Союза писателей СССР (РФ), кавалер ордена «Дружбы» и ордена «За заслуги перед Отечеством» IV и III степеней.
- Туаршев Аслан Умарович — черкесский писатель.
- Хакунов Юсуф Айсович — черкесский поэт, писатель.
- Черкесов Али Юнусович — заслуженный работник культуры КЧР, поэт-песенник, писатель, фольклорист.
- Дауров Борис Индрисович — доктор медицинских наук, профессор кафедры пульмонологии ФППО ММА им. И. М. Сеченова.
- Бураев Рауф Алиевич — доктор географических наук, профессор, декан Кабардино-Балкарского филиала географического факультета МГУ
- Тутов Михаил Залимович — народный поэт КЧР, Заслуженный работник культуры КЧР.

## Галерея

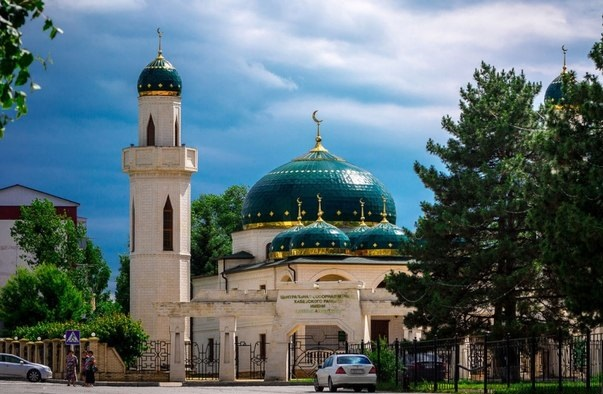
Центральная соборная мечеть аула
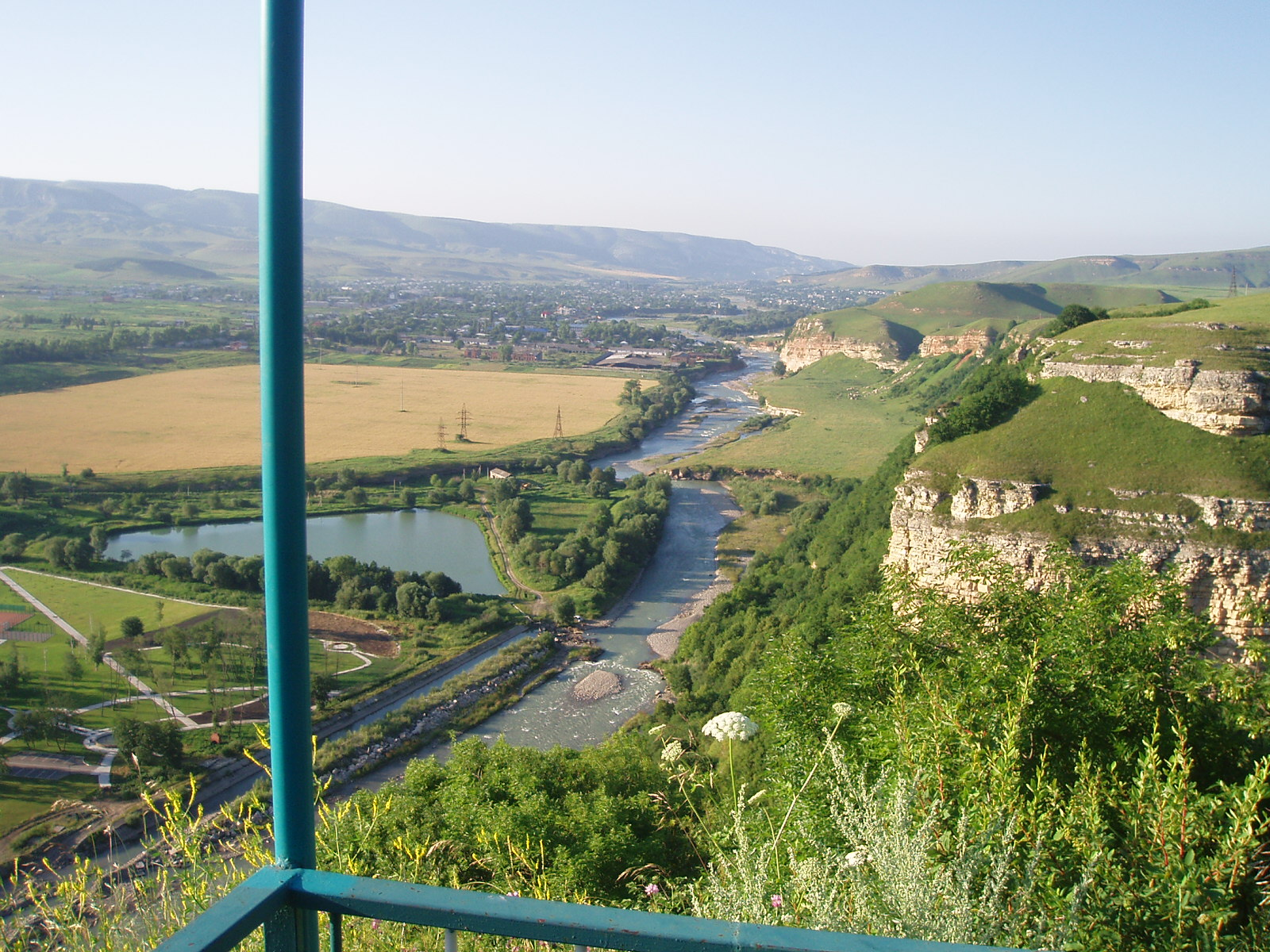
Вид на аул Хабез со стороны башни Адиюх
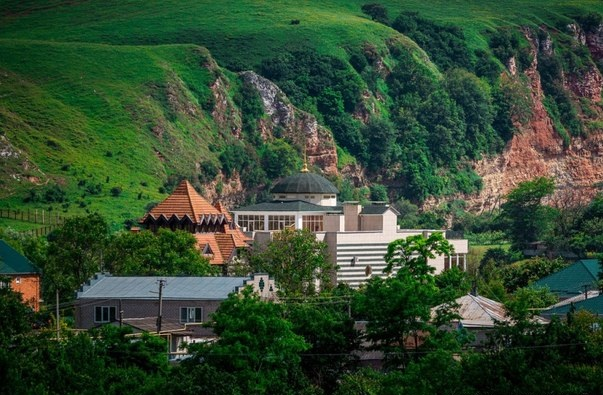
Окраина аула
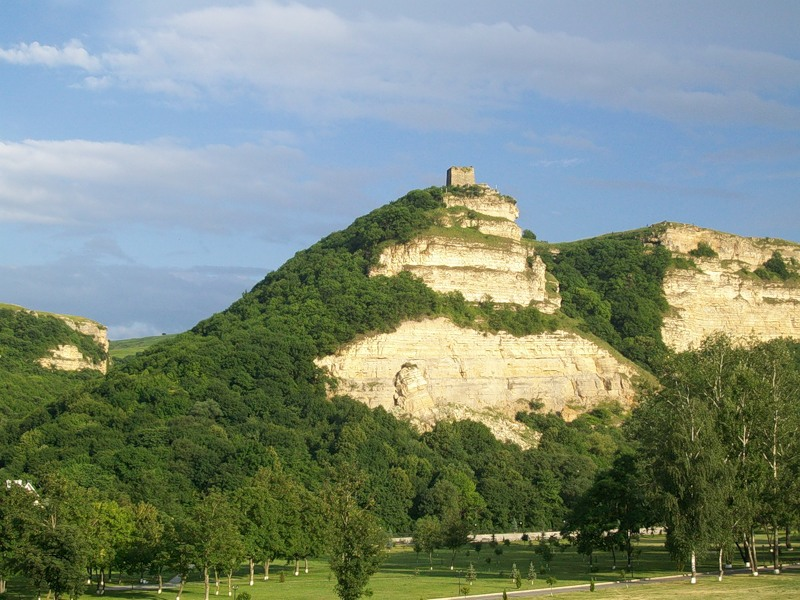
Вид на башню Адиюх
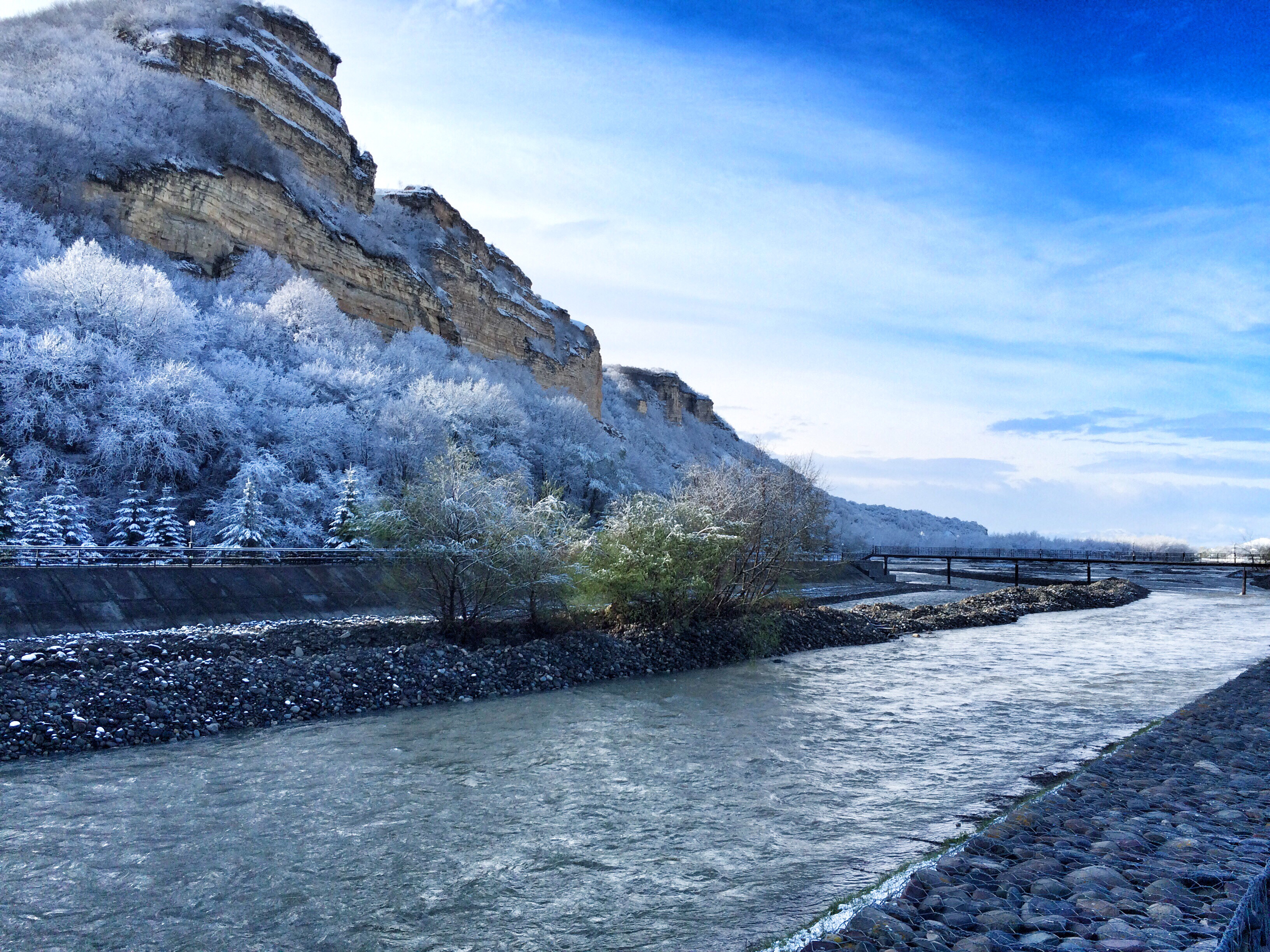
Башня Адиюх зимой